# Christian Iguacel
Christian Iguacel (* 2. Mai 1996 in Barbastro, Spanien) ist ein belgischer Leichtathlet, der sich auf den Sprint spezialisiert hat. Mit der belgischen 4-mal-400-Meter-Staffel wurde er 2024 Hallenweltmeister und Europameister.

## Sportliche Laufbahn
Erste internationale Erfahrungen sammelte Christian Iguacel im Jahr 2015, als er bei den Junioreneuropameisterschaften in Eskilstuna mit der belgischen 4-mal-400-Meter-Staffel in 3:14,12 min den fünften Platz belegte. Auch bei den U23-Europameisterschaften 2017 in Bydgoszcz belegte er mit der Staffel in 3:06,45 min den fünften Platz. 2021 erreichte er bei den Halleneuropameisterschaften in Toruń das Halbfinale im 400-Meter-Lauf und schied dort mit 47,78 s aus und im Jahr darauf verpasste er bei den Weltmeisterschaften in Eugene mit der Mixed-Staffel mit 3:16,01 min den Finaleinzug. 2023 wurde er bei der 1. Liga der Team-Europameisterschaft im Rahmen der Europaspiele in Chorzów in 21,34 s Siebter im B-Lauf über 200 Meter und im Jahr darauf siegte er mit der Männerstaffel in 3:02,53 min gemeinsam mit Jonathan Sacoor, Dylan Borlée und Alexander Doom bei den Hallenweltmeisterschaften in Glasgow. Im Mai wurde er bei den World Athletics Relays in Nassau in der Finalrunde der Mixed-Staffel disqualifiziert und anschließend verhalf er der Männerstaffel bei den Europameisterschaften in Rom zum Finaleinzug und trug somit zum Gewinn der Goldmedaille bei. 2025 gewann er bei den Halleneuropameisterschaften in Apeldoorn in 3:16,19 min gemeinsam mit Julien Watrin, Imke Vervaet und Helena Ponette die Silbermedaille in der Mixed-Staffel hinter dem niederländischen Team und sicherte sich mit der Männerstaffel in 3:05,18 min gemeinsam mit Julien Watrin, Florent Mabille und Jonathan Sacoor die Bronzemedaille hinter den Teams aus den Niederlanden und Spanien.
2020 wurde Iguacel belgischer Meister über 400 Meter im Freien sowie 2024 in der Halle. Zudem wurde er 2017 und 2023 Hallenmeister im 200-Meter-Lauf.

## Persönliche Bestleistungen
- 200 Meter: 21,25 s (−1,0 m/s), 14. Mai 2022 in Huesca
  - 200 Meter (Halle): 20,90 s, 19. Februar 2023 in Gent
- 300 Meter: 32,77 s, 28. April 2024 in Willemstad
  - 300 Meter (Halle): 33,06 s, 16. Februar 2025 in Gent
- 400 Meter: 45,71 s, 28. Mai 2022 in Oordegem
  - 400 Meter (Halle): 46,70 s, 22. Februar 2025 in Madrid